# Омикрон (вирус)
Омикрон  је варијанта САРС-КоВ-2, вируса који изазива ковид 19 у бројним земљама. Омикрон (енг SARS-CoV-2 Omicron variant (В.1.1.529) према досадашњим открићима научника има невиђено велики број мутација у делу свог генома који кодира кључни део његовог шиљастог протеина, који вирус користи да инфицира ћелије домаћина. Ово откриће наговештава да би Омикрон могао да избегне део имунолошке заштите коју пружају вакцине, од којих су многе засноване на оригиналном спика протеину и прошлим инфекцијама.
Иако је према првим извештајима већина случајева оболелик од ОМикрона блага, ова високо преносива варијанта може довести до довољно инфекција да преплави здравствене системе,многих земаља.

## Хипотезе о пореклу Омикрона
Тренутно научници имају три хипотезе о пореклу Омикрона:
- ин виво мутација код имунокомпромитоване особе,
- мутација у телу хроничног ковид пацијента и
- мутација код животиње заражене оригиналним људским сојем који је поново прешао на човека.

Међутим, већина научника тренутно тежи мишљењу да је омикрон мутација настала код имунокомпромитованих људи.
Ово стање омогућава да инфекција дуго остане у телу, узрокујући лако акумулирање мутација, док се вирус не развије у нови сој који се доста разликује од оригиналног.
Према мишљењу др Kристијана Дростена вирусолог на Универзитетској болници Шарите у Немачкој...није вероватно да је омикрон настао у Јужној Африци, јер та земља има систем који детаљно и редовно нагледа ширење вируса....већ је могуће је да је вирус потекао из других јужних делова афричког континента.

### Три теорије о пореклу омикрона[4]
Прва теорија
Омикрон је могао да се развије у једној изолованој популацији, где је већ дуже време циркулисао. Тамо је више особа било заражено и опоравило се непримећено, и то није забележено тестовима и секвенцирањем вируса.
Ову теорију је фаворизовао Кристијан Дорстен, главни вирусолог берлинске клинике "Шарите". Ову претпоставку Кристијан Дорстен је засновао на томе да се омикрон није развио у Јужноафричкој Републици, већ негде у јужној Африци током зимског таласа...у којој већ дуже време има много инфекција, а за развој једног таквог вируса потребан је енормни еволуциони притисак.
Ендру Рамбоу са Универзитета у Единбургу сматра да ова теорија није довољно убедљива, јер је мала вреоватноћа да је вирус толико времена могао да остане скривен у једној групи људи, као и да  на свету постоји место које је толико изоловано где се ова варијанта вируса толико дуго могла преносити, а да се не појави на другим местима.
Друга теорија
По другој теорији омикрон је могао да настане код пацијентима инфицираним ковидом 19, чија је имуна реакција погоршана због другог трајања болести и резистенције на примењене лекове. На пример код пацијента који болују од рака или особе заражене ХИВ-ом, са ослабљеним имунитетом. чије тело се дуже бори против вируса. Дуготрајна борба даје вирусу више времена да развије мутације како би избегао имуни одговор.
Заговорник ове теорије Ричард Леселс са Универзитета "Квазулу-Натал". Он као пример наводи  младу жену у Јужноафричкој Републици инфицирану ХИВ-ом, која је у себи више од шест месеци носила коронавирус. Код ње и других пацијената код којих су инфекције трајале недељама или месецима, примећене су разне мутације вируса.
Међутим, према Кристијану Дростену, досадађња искуство са грипом и другим вирусима код имуносупресивних пацијената негира ову теорију и наводи: Код ових људи се додуше развијају варијанте које измичу имуном систему, али су праћене низом других промена које смањују њихову способност преношења са човека на човека...а омикрон је у поређењу са другим варијантама короне јасно заразнији.
Трећа теорија
По трећој теорији вирус се крије у животињском домаћину и тамо даље развија и онда као мутирана омикрон варијанта (поново) прелази на човека. Ову теорију заговарају на пример Кристијан Андерсен, истраживач инфективних болести у Scripps Research, или еволуциони биолог Мајк Вороби са Универзитета "Аризона" у Таксону.
Ова теорија је у међувремену поткрепљена бројним доказима да су одређене животиње склоне зарази коронавирусом.
Ово је разлог и зашто највећи број научника полази од тога да је првобитни тип короне, који се пре две године први пут појавио у кинеском Вухану, био животињског порекла.

## Класификација

### Номенклатура
Дана 26. новембра, Техничка саветодавна група СЗО за еволуцију вируса САРС-КоВ-2 прогласила је ПАНГО лозу Б.1.1.529 варијантом која изазива забринутост и означила је грчким словом омикрон. СЗО је прескочила претходна слова Ни, грчки Νι или Νυ и Кси, грчки ξι, у грчком алфабету како би избегла забуну са сличностима енглеске речи „new“ и кинеског презимена „Xi”. Претходна ознака је била SARS-CoV-2 Mu variant.
Вероватно због недостатка познавања грчког алфабета међу неким говорницима енглеског, назив варијанте се повремено погрешно изговара као „Омникрон“.
Пројекат GISAID му је доделио идентификатор кладе ГР/484А, а пројекат Nextstrain му је доделио идентификатор кладе 21K.

### Мутације
- Приказ геномске секвенца варијанте омикрон Б.1.1.529.1

Ова варијанта омикрона има много мутација, од којих су неке забрињавале научнике. Омикрон варијанта има укупно 60 мутација у поређењу са референтном/предак варијантом: 50 несинонимних мутација, 8 синонимних мутација и 2 некодирајуће мутације. Тридесет и две мутације утичу на спајк протеин, главну антигену мету антитела насталих инфекцијама и многих вакцина које се широко примењују. Многе од тих мутација нису примећене код других сојева. Варијанта се карактерише са 30 промена аминокиселина, три мале делеције и једном малом инсерцијом у шиљасти протеин у поређењу са оригиналним вирусом, од којих се 15 налази у домену који везује рецептор (остаци 319–541). Такође носи низ промена и брисања у другим геномским регионима. Додатно, варијанта има три мутације на месту цепања фурина. Место цепања фурина повећава инфективност САРС-КоВ-2.
Мутације према геномском региону су следеће:
- Спајк протеин: A67V, Δ69-70, T95I, G142D, Δ143-145, Δ211, L212I, ins214EPE, G339D, S371L, S373P, S375F, K417N, N440K, G446S, S477N, T478K, E484A, Q493R, G496S, Q498R, N501Y, Y505H, T547K, D614G, H655Y, N679K, P681H, N764K, D796Y, N856K, Q954H, N969K, L981F
  - Половина (15) од ових 30 промена налази се у домену везивања рецептора-РБД (остаци 319–541)
- ORF1ab
  - nsp3: K38R, V1069I, Δ1265, L1266I, A1892T
  - nsp4: T492I
  - nsp5: P132H
  - nsp6: Δ105-107, A189V
  - nsp12: P323L
  - nsp14: I42V
- Протеин омотача: T9I
- Мембрански протеин: D3G, Q19E, A63T
- Нуклеокапсидни протеин:P13L, Δ31-33, R203K, G204R

### Подврсте и БА.2 подваријанта
Светска здравствена организација (СЗО) каже да Омикрон, који се такође назива и Б.1.1.529, има три главна подврста: БА.1/Б.1.1.529.1, БА.2/Б.1.1.529.2 и БА.3/Б.1.1.529.3. Дана 23. децембра, СЗО је известила да је преко 99% случајева које је секвенцирала била БА.1/Б.1.1.529.1. Али сада расте БА.2/Б.1.1.529.2 која може надмашити варијанту БА.1/Б.1.1.529.1.

### Стелт Омикрон (БА.2)
Подваријанта Омикрона БА.2, названа је „стелт Омикрон“, јер изгледа да надмашује друге подврсте Омикрона у неким регионима света, што изазива бојазан да би још преносивија верзија Омикрона могла да изазове веће таласе ковида19 широм света.,
Данска је у 20. јануара 2022. године известила да БА.2 подсој Омикрона чини скоро половину случајева у земљи и да брзо замењује БА.1, оригинални сој Омикрона, односно да је у две недеље од краја децембра до средине јануара, БА.2 прешао са 20% инфекција ковида 19 у Данској на 45%. Током истог периода, број заражених вирусом ковида у Данској достигао је рекордан ниво. Данска у задњој недељи јануара бележи преко 30.000 нових случајева дневно, 10 пута више него у претходним таласима.
Подваријанта Омикрона, БА.2, не само да је преносива више од оригиналног соја Омикрона, БА.1, већ може изазвати и тежу болест, каже лабораторијска студија из Јапана, који су на мишевима утврдили да је БА.2 био "скоро потпуно отпоран" на казиривимаб и имдевимаб и  35 пута отпорнији на сотровимаб, у поређењу са оригиналним вирусом Б.1.1. Међутим неки научници су приметили да налази у лабораторији не одражавају увек оно што се дешава у стварном свету људи и да је...увек тешко превести разлике а модела животињских и ћелијских култура на оно што се дешава у вези са људским болестима...јер се људски имуни систем развија заједно са варијантама ковида 19.
Научници су већ утврдили да је БА.2 преносивији од БА.1. Ова подваријанта Омикрона је откривена у 74 земље и 47 америчких држава.. Око 4% Американаца оболелих од ковида 19 било је заражено БА.2, известила су агенција, позивајући се на ЦДЦ, и да је то сада доминантна врста у другим нацијама.
Још увек није јасно да ли БА.2 изазива теже болести код људи. Док се БА.2 шири брже од БА.1, нема доказа да подваријанта чини људе болеснијима, рекао је званичник Светске здравствене организације, преноси Си-Ен-Би-Си (CNBC), амерички је претплатнички ТВ канал.

## Епидемиологија
У Јужној Африци је 16. новембра 2021. дневно регистровано 136 случајева ковида 19. до 25. новембра 2021. тај број је порастао на преко 1.200.
Више од 80% ових случајева било је у густо насељеној провинцији Гаутенг, која укључује Јоханезбург и Преторију. У овој провинцији научници су секв енционирали око 100 потврђених случајева инфекције Омикроном у Јужној Африци.
Истраживачи су проценили да је Р-вредност, која представља просечан број нових случајева изазваних неком инфекцијом, била 1,47 за Јужну Африку у целини. Ако је Р више од 1, епидемија ће расти експоненцијално. У провинцији Гаутенг Р-вредност била 1,93.
Научници из Центра за одговор на епидемије и иновације (ЦЕРИ) у Стеленбошу у Јужној Африци верују да је нова варијанта вируса позната као Омикрон (Б.1.1.529) одговорна за ове забрињавајуће бројке.
У Јужној Африци су током пандемије забележена три претходна врхунца заразе, од којих је трећи био због Делта варијанте вируса. Најновији скок поклапа се са првим откривањем Омикрона од стране научника.
Нова варијанта је такође присутна у Боцвани, Хонгконгу, Европи, Канади, Израелу, Јапану, Сједињеним Америчким Државама и на другим местима.
Први познати случај Омикрона у САД идентификован је 1. децембра 2021. године код потпуно вакцинисане особе која је путовала у Јужну Африку, док је најранији датум почетка симптома био 15. новембар 2021. године.
Амерички центри за контролу и превенцију болести (ЦДЦ) саопштили су да су да је до 10. децембра 2021. регистровано 43 случаја који се приписују варијанти Омикрона. Од овог броја 34 особе су потпуности вакцинисане, а 14 особа је добило бустер дозу, иако се пет случајева догодило мање од 14 дана након бустер дозе, односно пре него што је почела пуна заштита.
Иако су бројеви веома мали, они доприносе растућој забринутости да тренутне вакцине против ковида 19 могу понудити мању заштиту од нове високо преносиве варијанте вируса. Већина оболелих је имала само благе симптоме као што су кашаљ, конгестија носа и умор, а једна особа је хоспитализована два дана. Остали симптоми који су ређ су: мучнина или повраћање, кратак дах или отежано дисање, дијара и губитак укуса или мириса.
ЦДЦ је рекао да, иако се чини да су многи од првих пријављених случајева Омикрона благи, постоји заостајање између инфекције и тежих исхода. Такође вероватно су симптоми код оболелих били блажи код вакцинисаних особа и оних са претходном инфекцијом САРС-КоВ-2.
Иако Делта варијанта SARS-CoV-2 и даље чини више од 99% свих случајева у САД, извештаји из Јужне Африке показују да је варијанта Омикрона веома преносива, и да је за очекивати да ће се све више ширити.
Индија је открила 25 случајева Омикрона варијанте коронавируса до 10. децембра 2021. и сви су показали благе симптоме, саопштило је министарство здравља, додајући да у Индији за сада не постоји непосредан план којим би се одобрила бустер доза вакцине.
Дана 13. децембра 2021. године, пријављена је прва смрт особе са омикроном у Великој Британији.
Нови Зеланд је 16. децембра 2021. потврдио свој први случај варијанте омицрон, код особе која је путовала из Немачке преко Дубаија.
У Немачкој је 23. децембра 2021. пријављена прва смрт особе са омикроном. До наведеног датума је у Немачкој откривено 3.198 случајева омикрона — са порастом случајева од 25% у два узастопна дана. Од ових 3.198 случајева, 48 особа је лечено у болници.
Омикрон сој у Србији потврђен је 23. децембра 2021. код особе која је допутовала из Боцване, а која је ушла са негативним пи-си-ар тестом у Србију. Међутим на контролним тестовима потврђено је да је та особа позитивна на омикрон сој коронавируса.
Дана 13. јануара 2022, ББЦ је известио да је стопа хоспитализације већа у САД и Канади него у Европи и Јужној Африци. Ово се приписује комбинацији већег броја старијих људи него у Јужној Африци, веће преваленције коморбидитета као што су хипертензија и гојазност него у Европи, већег преношења у затвореном простору због зиме, ниже стопе вакцинације у САД него у Европи и Канади, а могућа и даље висока преваленција Делта варијанте, што чешће доводи до хоспитализације.
Неколико недеља пре почетка Зимских олимпијских игара (14. јануар 2022), власти у Пекингу су потврдиле да је откривена прва локална инфекција омикрон сојем корона вируса. Заражена особа живи и ради у северозападном делу града Хаидијан и није путовала ван Пекинга у последње две недеље, Инфекције омикрон сојa пријављене су до сада у више градова Кине, укључујући Џухај и Жонгшан у јужној провинцији Гуангдонг, као и у граду Тјенцину који је од Пекинга удаљен 30 минута брзом железницом.

### Ток епидемије
| Укупно на глобалном нивоу | Број потврђени случајева у свету | Потврђени случајеви | Потврђени случајеви (други извори) | Сумњиви случајеви |
| ------------------------- | -------------------------------- | ------------------- | ---------------------------------- | ----------------- |
| 160 земаља и територија   | 279.752                          | 685.062             | 964.777                            | 620.384           |

## Вести из Јужне Африке од 25. новембра 2021
Према речима проф. Тулија де Оливеира, директор ЦЕРИ-ја, на виртуелном брифингу 25. новембра 2021. године је:„ Главна порука данас је да морате познавати непријатеља да бисте се борили“...јер геном варијанте садржи „веома необичну констелацију мутација“. За многе од њих је потврђено или се предвиђа да ће или помоћи вирусу да избегне имунолошки систем или повећати његову преносивост.
До данас је утврђено да постоји око 50 мутација у целом геному вируса и више од 30 у делу који кодира његов шиљак. Ово је протеин који омогућава вирусу да нападне ћелије домаћина.
Одређени део шиљка који се зове рецептор-везујући домен (РБД) везује се за рецептор познат под називом АЦЕ2 поуздани извор у мембрани људских ћелија.
Проф. Оливеира је рекао да постоји изузетно велики број измена у оквиру рецептор-везујућег домена нове варијанте.
Антитела која се везују за рецептор-везујући домен могу спречити вирус да инфицира ћелије. Дакле, рецептор-везујући домен је кључна мета за вакцине против ковида 19, које провоцирају имуни систем да ствара антитела против одређених протеинских секвенци.
Бета варијанта има три мутације у рецептор-везујућем домену у делу свог генома, а Делта варијанта има две, рекао је проф. Оливеира. Међутим, према Европском центру за превенцију и контролу болести, Омикрон тамо има 15 мутација .
Забринутост научника је да промене услед мутација могу спречити да антитела, која се стварају вакцинацијом или сусретом са старијом варијантом вируса током инфекције, неутралишу вирус.

## Клиничка слика
Према наводима докторке Анжелике Коци, председнице Јужноафричког медицинског удружења, која је која је открила омикрон: 
доминантан симптом је био тај да су пацијенти здрави отишли на спавање, а током ноћи су почели да осећају и врућину и хладноћу, имали су ноћно знојење. Пробудили су се наредног јутра са главобољом, боловима у грудима, чак и боловима у леђима. Малаксалост коју осећају није обичан умор, овде је тело уморно, не осећате се добро.
Мањи број њих је имао суви кашаљ и бол у грлу, али то није разлог зашто долазе лекару. Већ зато што се не осећају добро. Већ шест недеља је иста клиничка слика. На почетку су били млађи пацијнети, али су сада углавном старији од 30 година. Подједнако мушкарци и жене.
Све варијанте вируса изазивају различите клиничке слике, од асимптоматских до оних са смртним исходом. Па тако и варијанта омикрон која иако има блажу клиничку слику, неколико пута је заразнија од других сојева и може да зарази више људи, посебно оних који су у ризику, пре свега старији, невакцинисани, али и они који имају неку предиспозицију (хроничну болест) за коју не морају ни да знају док се не разболе, и на тај начин доведе до већег броја случајева са компликацијама и смртним исходом.

## Терапеутска антитела
Према изјави др Richard Lessells-а, специјалисте за заразне болести са седиштем у Афричком центру за здравствене и популационе студије, Омикронов геном има неколико мутација повезаних са отпорношћу на неутрализујућа антитела. То укључује не само антитела створена вакцинацијом или природном инфекцијом, већ и терапеутска моноклонска антитела.
Омикрон геном такође има кластер мутација повезаних са ефикаснијим уласком у ћелије домаћина и повећаном трансмисибилношћу. Поред тога, има мутацију повезану са отпором на прву линију одбране тела од новонасталих патогена, познату као урођени имуни систем.
„Све ове ствари су оно што нас брине јер ова варијанта можда није само побољшала преносивост, да би се ефикасније ширила, већ би такође могла да заобиђе делове имуног система и заштиту коју имамо у нашем имунолошком систему“...рекао је проф. Тулио де Оливеира  ...и нагласио да је комбиновани ефекат мутација непознат. Чак постоји могућност да Омикрон може изазвати блаже симптоме од претходних варијанти...и додао можемо да направимо нека предвиђања о утицају мутација, али пун значај остаје неизвестан, а вакцине остају критично средство за заштиту.

## Забринутост новим варијантама
Дана 26. новембра 2021. Светска здравствена организација (СЗО) као поуздани извор забринутости означила је Б.1.1.529 варијанту коронавируса и дала јој име Омикрон (15. слово грчког алфабета).
Током наредних неколико дана, неколико земаља широм света увело је додатна ограничења за путнике који се враћају из земаља јужне Африке.
Др Данијел Грифин, виролог са Универзитета Колумбија у Њујорку, рекао је да је број промена у варијанти Омикрона веома висок у поређењу са претходним варијантама САРС-КоВ-2. Он спекулише да је нова варијанта можда еволуирала код невакцинисане особе са компромитованим имунолошким системом. Ово би вирусу дало необично дуго времена да се прилагоди људском имунолошком систему.
„Заиста није изненађујуће што се ова варијанта сада описује, јер и даље имамо толико делова света са ниском покривеношћу вакцинацијом, дајући вирусу милионе могућности да се реплицира и одабере за варијанте које одговарају,“ рекао је др Грифин...и додао...тренутно имамо ограничене податке о овом вирусу, али можемо да погледамо неке од промена протеина шиљака, и, на основу онога што знамо о овом вирусу, веома је прикладно да будемо забринути због избегавања имунитета и потенцијала да ова варијанта замени варијанта Делта“.
До краја децембра 2021. године научници би требало да дају следеће одговоре:
- Колико ће различите вакцине деловати против ове варијанте?
- Какав ће бити његов утицај на стопу реинфекције?
- Да ли се Омикрон већ широко проширио?
- Која је релативна способност Омикрона у поређењу са варијантом Делта?

Појава омикрон варијанте тешког акутног респираторног синдрома 2 (САРС-КоВ-2) (Б.1.1.529), ствара дијагностички вакуум, пошто се диференцијација омикрона од делте ослања на релативно споро одлагање технологије секвенцирања следеће генерације (НГС), епидемиолошко разумевање и терапијска интервенција.

## Истраживања
У недавно спроведеној студији (Antibody Response and Variant Cross-Neutralization After SARS-CoV-2 Breakthrough Infection), објављеној 16. децембра 2021. године, наводи се да би продорна инфекција омикрона код вакцинисаних особа могла бити чак и добра ствар - јер према првим извештајима:
- већина случајева је прилично блага и да код таквих случајева инфекција делују као допунска вакцина,
- додатну корист од инфекције је што она повећава стварање имуноглобулина ИгА, у слузокожи дисајних путева (имуноглобулина који, сматрају многи стручњаци, може бити неопходан за спречавање чак и благе инфекције) што може да утиче на заустављањем везивања вируса за бронхијалне епителне ћелије.[45][46][47][48][49][50]

Ограничења ове студије укључују мали број узорака и разлику у времену од почетне вакцинације до сакупљања серума између прве и контролне групе.

## Побољшана преносивост
Sharon Peacock, директорка конзорцијума ковид19 геном УК и професорка јавног здравља и микробиологије на Универзитету Кембриџ у Уједињеном Краљевству, рекла је Научном медијском центру у Лондону да је неколико промена у Омикрону у складу са побољшаном преносивости и навела...присутне су и мутације које су у другим варијантама повезане са избегавањем имунитета...али значај многих откривених мутација и комбинација ових мутација није познат.
Тренутно нема поузданих података о томе колику ће заштиту садашње вакцине пружити од Омикрона. Међутим, недавна студија мањег обима, која тек треба да буде рецензирана, додаје неке нове информације о ефикасности вакцине.
Наиме серија малих експеримената са вакцином Фајзер Бајонтек открила је пад заштите од нове Омикрон варијанте, на основу упорећивања имуног одговор шест особа које су примиле вакцину и шест које су претходно развиле ковид19 пре него што су примиле вакцину.
Откривено је да је, свеукупно, дошло до 41-струког смањења неутрализације против Омикрона. Међутим, петоро учесника, од којих су сви развили ковид 19, задржало је „релативно висок ниво неутрализације са Омикроном
Студија сугерише да ће људи који су имали ковид 19 пре ове вакцине вероватно бити боље заштићени. Истраживачи очекују да ће ово бити слично за људе који су примили додатну дозу.
Иако су налази донекле забрињавајући, научници истичу да гледање само на антитела даје непотпуну слику имунолошког одговора тела на САРС-КоВ-2, вирус који изазива ковид 19 — посебно у случају хоспитализације или смрти.
Међутим, сви научници се слажу да би у међувремену, вакцинација требало да се настави истим или још убрзанијим темпом.

## Међународни одговор
СЗО је 26. новембра саветовала земљама да не намећу нова ограничења на путовања, уместо тога препоручиla je приступ мерама путовања „заснован на ризику и науци“. Истог дана, Европски центар за превенцију и контролу болести (ЕЦДЦ) је известио о прилагошавању које указује да би строга ограничења путовања одложила утицај ове варијанте на европске земље за две недеље, што би вероватно омогућило земљама да се припреме за то.
Након саопштења СЗО, истог дана, неколико земаља је најавило забрану путовања из јужне Африке као одговор на идентификацију варијанте, укључујући Сједињене Америчке Државе, које су забраниле путовања из осам афричких земаља, иако нису забраниле путовања из било које европске земље, Израела, Канаде или Аустралије у којима су такође откривени случајеви у време када су забране објављене. Друге земље које су такође увеле забрану путовања укључују Јапан, Канаду, Европску унију, Израел, Аустралију, Уједињено Краљевство, Сингапур, Малезију, Индонезију, Мароко и Нови Зеланд.
Бразилска здравствена регулаторна агенција препоручила је ограничења авионских летова у вези са новом варијантом вируса.
Држава Њујорк прогласила је ванредно стање уочи потенцијалног пораста броја оболелих од Омикрона, иако још увек није откривен ниједан случај у држави или остатку Сједињених Америчких Држава.
Швајцарска је 27. новембра 2021. године увела обавезне тестове и карантин за све посетиоце који долазе из земаља у којима је варијанта откривена, што је првобитно укључивало Белгију и Израел.
Као одговор на различите забране путовања, јужноафрички министар здравља бранио је понашање своје земље у вези са пандемијом и рекао да су забране путовања противне „нормама и стандардима“ Светске здравствене организације.
Неки спекулишу да би забране путовања могле имати значајан утицај на привреду Јужне Африке ограничавањем туризма и могле би довести до тога да друге земље са економијама које се ослањају на туризам подрже ове забране. Истовремено, инокулација је у Јужној Африци успорила због неодлучности и апатије у вези са вакцином, са само 35% становништва које је у потпуности вакцинисано од новембра 2021. године.
Ниска покривеност вакцинама у мање развијеним земљама могла би створити могућности за појаву нових варијанти, а ове нације се такође боре да стекну интелектуалну својину за развој и производњу вакцина на локалном нивоу.
СЗО је 29. новембра 2021. године упозорила земље да ова варијанта представља веома висок глобални ризик са тешким последицама и да треба да се припреме убрзавањем вакцинације високоприоритетних група и јачањем здравствених система. Генерални директор СЗО описао је глобалну ситуацију као опасну и несигурну и позвао на нови споразум о сузбијању пандемија, јер тренутни систем дестимулише земље да упозоравају друге на претње које ће неизбежно пасти на њихов терет.
Извршни директор ЦЕПИ-ја рекао је да је варијанта испунила предвиђања и да ће преношење вируса у областима са ниским степеном вакцинације убрзати његову еволуцију.
У припремама за варијанту Омикрона која стиже у Сједињене Америчке Државе, председник Џо Бајден је изјавио да је та варијанта „разлог за забринутост, а не панику“ и поновио да је влада спремна за ову варијанту вируса и да ће је имати под контролом. Такође је навео да су карантини великих размера, слична онима из 2020. године пред почетак пандемије, „за сада ван разматрања“.

## Превенција
Многи имају дилему да се вакцинишу јер поново имамо високу стопу заражавања и у земљама у којима је висока стопа  имунизације. Према мишљењу имунолог и члан Кризног штаба проф. др Срађана Јанковића, имунолога, да је видока стопа заражавања омикроном последица....два процеса. Имунско бекство у односу на то колико се вирус променио да би га стечени имунитет препознао и одбранио се. Стечени имунитет делимично ради код новог соја, и мање су шансе да неко умре. Други процес је проток времена, ту говоримо о месец-два дана после примљене дозе, али и због опадања имунитета временом. Ми још увек не знамо да ли после треће дозе имунитет опада истом брзином као после друге дозе, због чега је рано говорити о четвртој дози јер нам она можда неће требати, или бар не скоро.
Лабораторијске студије објављене у другој недељи децембра 2021. године сугеришу да ће варијанта Омикрона умањити заштитну моћ две дозе Бајонтек и Фајзер вакцине против ковида 19, али смтрају да би трећа доза могла да поврати ту заштиту.
Имајући у виду ова сазнања а у циљу превенцији власти САД су одобриле давање бустер дозе вакцине против ковида 19 за све Американце старије од 16 година.
Трећа доза вакцине би требало да пружи заштиту током зиме, сматрају истражифачи из Фајзера...а то би могло да нам купи време до раног пролећа и сазнања о новом соју вируса Омикрон.